# Il porto della speranza
Il porto della speranza è un film drammatico del 1955 diretto da Enzo Liberti.

## Trama
Il porto della speranza è la canonica di Don Luigi, un sacerdote bonario e caritatevole, sempre pronto ad aiutare il prossimo e continuamente ripreso da sua sorella Angelica, una brontolona che trova sempre da ridire su tutto e su tutti. La canonica è un continuo andirivieni di persone che chiedono il suo aiuto. La prima è Lisetta, una giovane donna che ha da poco perduto sua madre e che don Luigi accoglie in casa sua per aiutarla a riprendersi e a trovare la forza di andare avanti. Si fanno poi avanti Francesco, che ha aggredito e derubato un falegname, e Giacomo, un bravo giovane che vuol bene a Lisetta. Arriva infine Marietta, figlia della sora Gertrude (vicina di casa di don Luigi), che si è compromessa col figlio di Angelica, che vuole invece fargli sposare Lisetta per mettere le mani sulla sua cospicua eredità.

## Critica
(Segnalazioni Cinematografiche, marzo 1955)